# Carex infirminervia
Espèce
Classification phylogénétique
Carex infirminervia est une espèce des plantes du genre Carex et de la famille des Cyperaceae.